# Colônia Álvaro da Silveira
A Colônia Álvaro da Silveira foi um núcleo de colonização estrangeira, de origem predominantemente alemã, criada em 14 de fevereiro de 1920 pelo então presidente do estado de Minas Gerais, Artur Bernardes. O núcleo colonial foi criado em terras da fazenda "Capão"  entre os municípios de Leandro Ferreira (Na época uma freguesia do município de Pitangui) e Bom Despacho, às margens da então Estrada de Ferro Paracatu. A criação da colônia se deu pelo decreto Nº 5.297 de 14 de fevereiro de 1920  e sua emancipação pelo decreto Nº 10.148 de 5 de dezembro de 1931.
A colônia tinha uma área de 4.289 hectares divididos em 179 lotes. Destes 179, 102 foram ocupados, 5 reservados e 72 vagos. Alguns dos terrenos vagos seriam aproveitados para fins pastoris, já que não se prestavam à agricultura.

## A escola
O decreto Nº 5.652 de 24 de maio de 1921 criou uma escola mista em cada uma das colônias localizadas no município de Bom Despacho.

## As famílias
Algumas das famílias que viveram na Colônia Álvaro da Silveira:
- Anuth
- Bartels
- Bergerhoff
- Bergmann Henny
- Berkert
- Bobbia
- Bokermann
- Bock
- Darge
- Darmstädter
- Denecke
- Egen
- Ehlert
- Engemann
- Escher
- Fahner
- Falkenburg
- Foling
- Foqt
- Fraiz
- Frei
- Fronzeck
- Fröseler
- Fulzner
- Gendorf
- Gimpel
- Gölz
- Gottschalg
- Gurgel
- Guy
- Hammerich
- Hanke
- Henrig
- Honeker
- Hunger
- Isliker Patria
- Jensen
- Jung
- Kaefer
- Kargl
- Kling
- Klitsk
- Klichewski
- Knischewski
- Kohnert
- Kordex
- Korell
- Koslowski
- Köster
- Krawzyk
- Kresse
- Kunert
- Kunzler
- Kupper
- Ledandeck
- Lüdgen
- Ludwig
- Lutkenhaus
- Mangels
- Mossler
- Motskus
- Müller
- Müllerchen
- Niegetrat
- Nowasyk
- Overlander
- Paniz
- Peifer
- Primus
- Rabe
- Reiferscheid
- Richter
- Roedel
- Rupter
- Samos Castelhano
- Schierm
- Schmidt
- Steinbrecher
- Streuli
- Tegeler
- Tentz
- Wagner
- Walder
- Weiser
- Weller
- Widner
- Winterink
- Zuber

As famílias vinham predominantemente de territórios pertencentes à Alemanha, mas havia também famílias vindas da Suíça, Áustria, Holanda e mesmo do próprio Brasil. Diversos registros contendo nomes de pessoas das famílias acima citadas podem ser encontrados nos cartórios de registro civil dos municípios de Bom Despacho e Leandro Ferreira.
- Em Leandro Ferreira, nascimentos foram encontrados nos livros 5, 6 e 7, casamentos nos livros 3 e 4 e óbitos no livro 5.
- Em Bom Despacho, nascimentos foram encontrados nos livros 3A, 4A, 5A e 6A, casamentos nos livros 4B, 5B, 7B e 8B e óbitos nos livros 2C, 3C e 4C.